# Parafia Narodzenia Pańskiego w Poznaniu

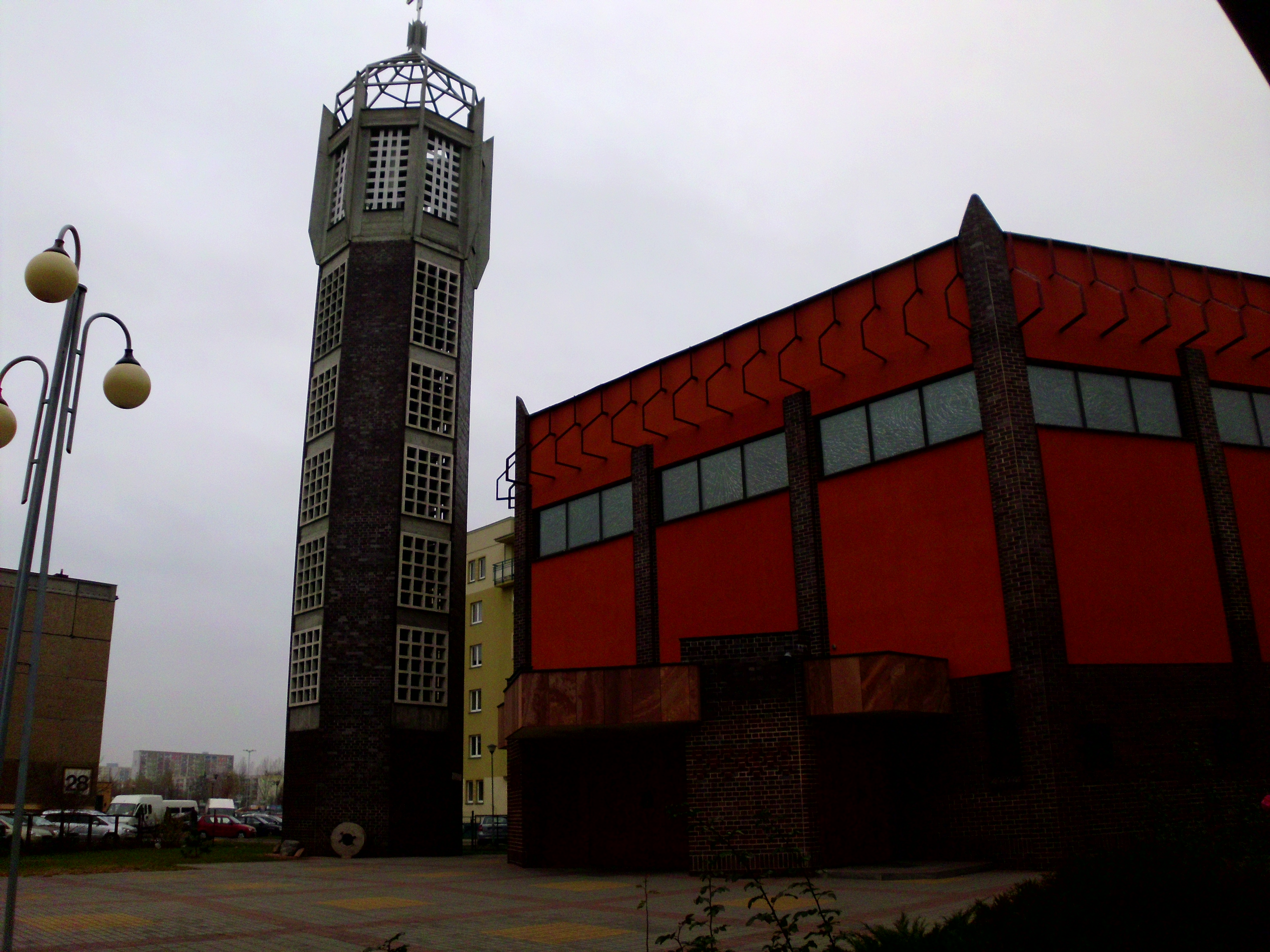
Plac przed kościołem

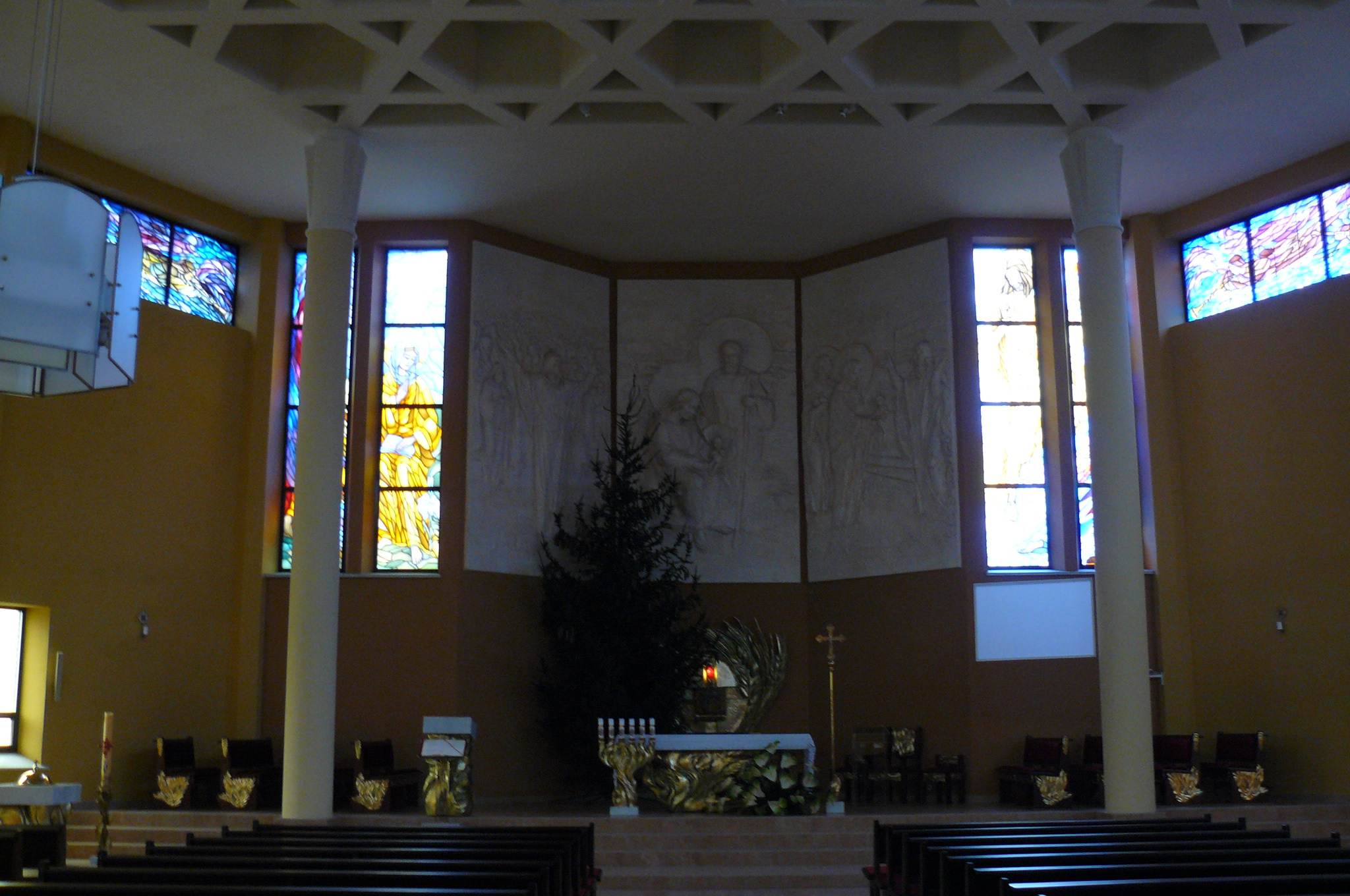
Wnętrze świątyni

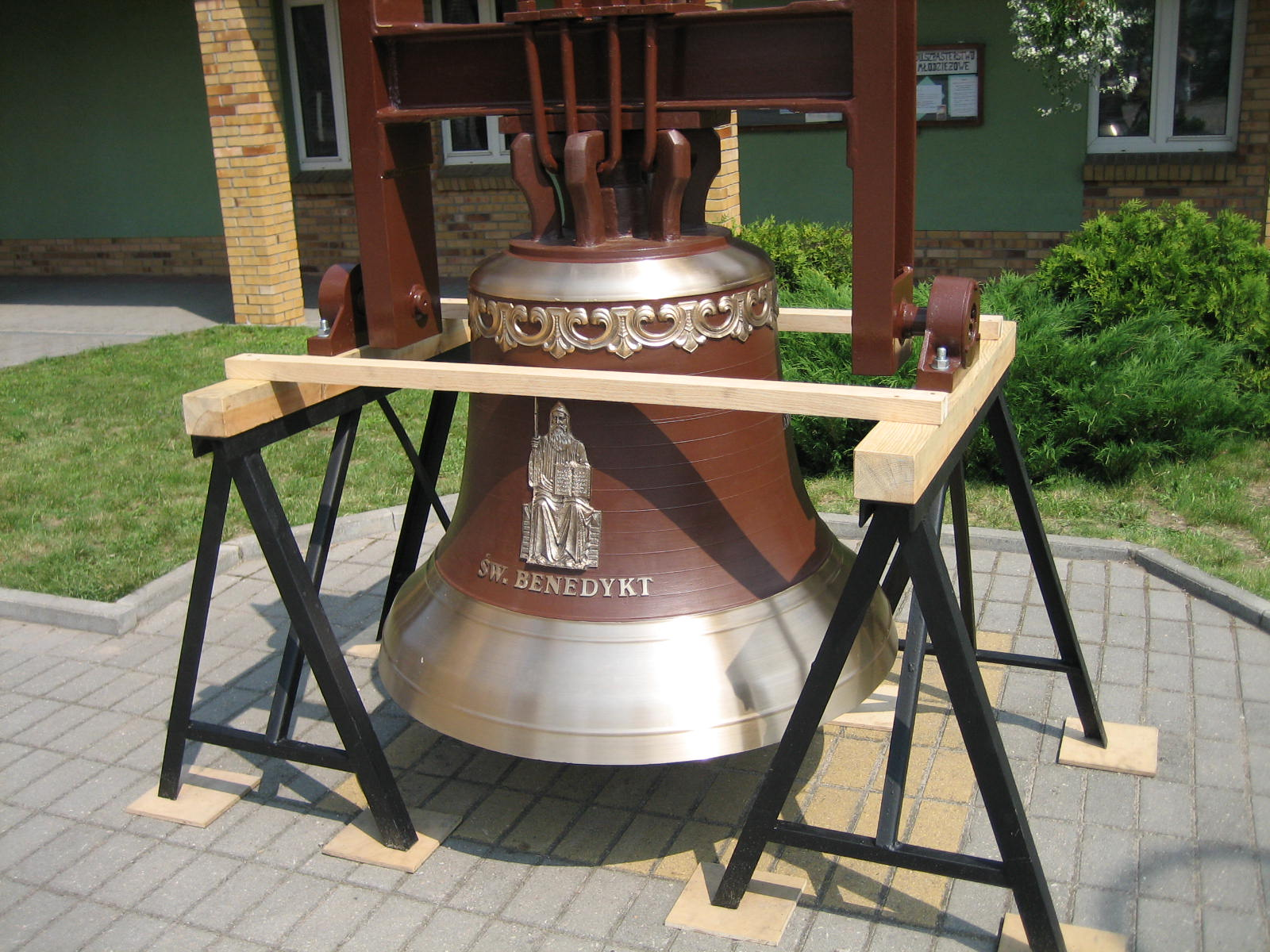
Dzwon Św. Benedykt z Nursji

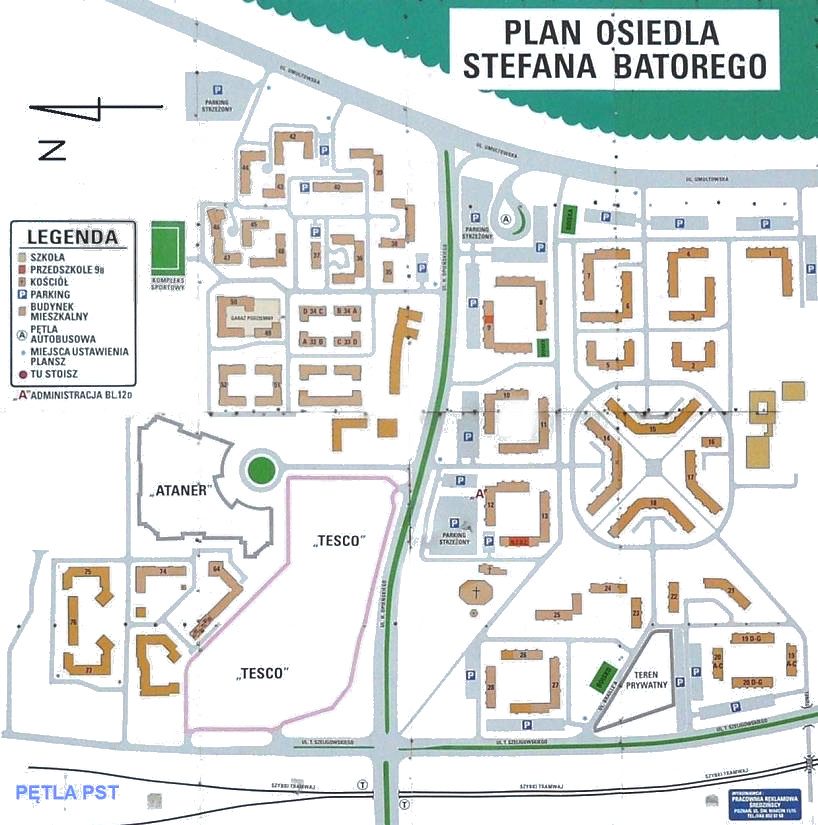
Plan parafii pokrywa się z planem osiedla Stefana Batorego

Parafia Narodzenia Pańskiego w Poznaniu – rzymskokatolicka parafia jest jedną z 9 w dekanacie Poznań-Piątkowo. Do parafii należy 9236 osób.
Proboszczem jest ks. kan. Jan Lesiński, dziekan dekanat Poznań-Piątkowo.

## Kalendarium historii parafii
- 17 września 1989 – pierwsza Msza św. odprawiona przy ołtarzu polowym przez ks. Kazimierza Lijewskiego, proboszcza sąsiedniej parafii Opatrzności Bożej, z której wydzielono nową wspólnotę;
- październik 1989 – rozpoczęcie budowy baraku-kaplicy zwanego potocznie „Betlejemką”;
- 10 grudnia 1989 – ks. bp. Zdzisław Fortuniak poświęca plac pod budowę kościoła;
- lipiec 1990 – rozpoczęcie budowy Domu Katechetycznego z nową kaplicą, który ukończono w lipcu 1993;
- 1 listopada 1990 – ks. abp Jerzy Stroba eryguje nową parafię pw. Narodzenia Pańskiego;
- sierpień 1995 – rozpoczęcie budowy kościoła
- 23 października 1997 – wmurowanie kamienia węgielnego przez ks. abp Juliusza Paetza
- 29 maja 2007 – poświęcenie nowego dzwonu „św. Benedykta z Nursji”;
- 20 września 2009 – poświęcenie kościoła (autorem projektu był Jerzy Liśniewicz)[3].
- 3 października 2010 – wprowadzenie do kościoła relikwii błogosławionego ks. Michała Sopoćki.
- 16–24 października 2010 – misje parafialne prowadzone przez ojców Oblatów.
- 23 października 2011 – uroczyste odsłonięcie i poświęcenie pamiątkowej tablicy poświęconej błogosławionemu Janowi Pawłowi II.

## Zasięg parafii
Parafia obejmuje:
- os. Stefana Batorego
- ulice: Ludwika Braille'a, Henryka Opieńskiego i Umultowską 67.

## Grupy parafialne
- Grupa Ministrantów
- Chór Cantantes
- zespół dziecięcy
- zespół młodzieżowy Magnificat
- krąg biblijny
- Caritas
- duszpasterstwo młodzieży
- Żywy Różaniec